# Галајно (Потенца)
Галајно (итал. Galaino) је насеље у Италији у округу Потенца, региону Базиликата.
Према процени из 2011. у насељу је живело 243 становника. Насеље се налази на надморској висини од 626 м.